# Schronienie (film 1995)
Schronienie (ang. Safe, czasem zapisywane jako [safe] lub [SAFE]) – dramat z 1995 roku, w reżyserii Todda Haynesa.

## Zarys fabuły
Film opowiada historię Carol White, która zapada na wieloczynnikową nadwrażliwość chemiczną (ang. MCS – Multiple Chemicle Sensitivity), kontrowersyjną chorobę polegającą na nadwrażliwości na znajdujące się w powietrzu toksyny. Ponieważ lekarze są bezradni, Carol trafia do ośrodka Wrenwood, który ma pomagać ludziom o podobnych problemach, gdzie dodatkowo korzysta z terapii utrzymanej w duchu New Age.

## Obsada
- Julianne Moore jako Carol White
- Peter Friedman jako Peter Dunning
- Xander Berkeley jako Greg White
- Susan Norman jako Linda

## Nagrody i nominacje
- 1996 – nominacje do Independent Spirit Awards w m.in. kategoriach Najlepszy Reżyser i Najlepsza Rola Żeńska
- 1995 Boston Society of Film Critics Awards – Najlepsze zdjęcia – Alex Nepomniaschy
- 1995 Seattle International Film Festival – American Independent Award – Todd Haynes
- 1996 Rotterdam International Film Festival – FIPRESCI Prize Special Mention – Todd Haynes